# Charteris Bay

Charteris Bay, officiellement : Te Wharau / Charteris Bay  est une large crique s’enfonçant dans la côte sud de Lyttelton Harbour / Whakaraupō, dans l’Île du Sud de la Nouvelle-Zélande.

## Situation
Elle jouxte  Diamond Harbour vers l’est et Teddington vers l’ouest.
Les limites de la baie incluent aussi Ōtamahua / Quail Island (en).

## Installations
La communauté est notable pour l’existence de Orton Bradley Park (en) et comme étant la localisation d’une carrière, qui produit un grès décoratif, utilisé dans de nombreux bâtiments parmi les plus anciens de la cité de Christchurch.
La communauté s’étale le long de la route principale à partir de la localité de Teddington en direction de Diamond Harbour.
Elle a aussi un parcours de golf adjacent au parc Orton Bradley et un club de navigation réputé, qui se présente lui-même comme le "domicile des Optimist" – en référence aux bateaux type Optimist, qui ont navigué pour la première fois en Nouvelle-Zélande au niveau de Charteris Bay.
À marée basse, une étendue importante et plate, recouverte de boue, accueille une grande variété d’oiseaux  limicoles, surtout des petits échassiers incluant les spatule royales.

## Démographie
Le village de Charteris Bay est une partie de la zone statistique du SA2 Diamond Harbour
Charteris Bay, correspondant à la zone statistique SA1 no 7026621, qui couvre 1,52 km2.
Il a population de 147 habitants lors du recensement de 2018 en Nouvelle-Zélande, en augmentation de 9 personnes (6,5 %)  par rapport au recensement de 2013, et une augmentation de 9 personnes (6,5 %) depuis le recensement de 2006 en Nouvelle-Zélande.
Il y avait 72 logements avec 66 hommes et 78 femmes, donnant un sexe-ratio de 0,85 homme pour une femme.
L’âge médian était de 55,4 ans (comparé avec 37,4 ans au niveau national), avec 15 personnes (10,2 %) âgées de moins de 15 ans, 12 personnes (8,2 %) âgées de 15 à 29 ans, 75 personnes (51,0 %) âgées de 30 à 64 ans et 42 personnes (28,6 %) âgées de 65 ans ou plus.
L’ethnicité était pour 98,0 % européens/Pākehā, 8,2 % Māoris, et 2,0 % personnes venant du Pacifique ;
Le total peut faire plus de 100 % dans la mesure ou les personnes peuvent s’identifier avec de multiples ethnicités selon l’origine de sa parenté).
Bien que certaines personnes refusent de donner leur religion, 61,2 % n’avaient aucune religion, 30,6 % étaient chrétiens et 2,0 % avaient une autre religion.
Parmi ceux d’au moins 15 ans, 54 personnes (40,9 %)  avaient une licence ou un degré universitaire supérieur et 9 personnes (6,8 %) n’avaient aucune qualification formelle.
Les revenus médians étaient de 48 600 $, comparé avec les 31 800 $ au niveau national.
Le statut d’emploi de ceux d’au moins 15 ans était pour 66 personnes (50,0 %) un emploi à plein temps, pour 24 personnes (18,2 %)  un emploi à temps partiel et aucun (0,0 %) était sans emploi.